# Stefan Scheib

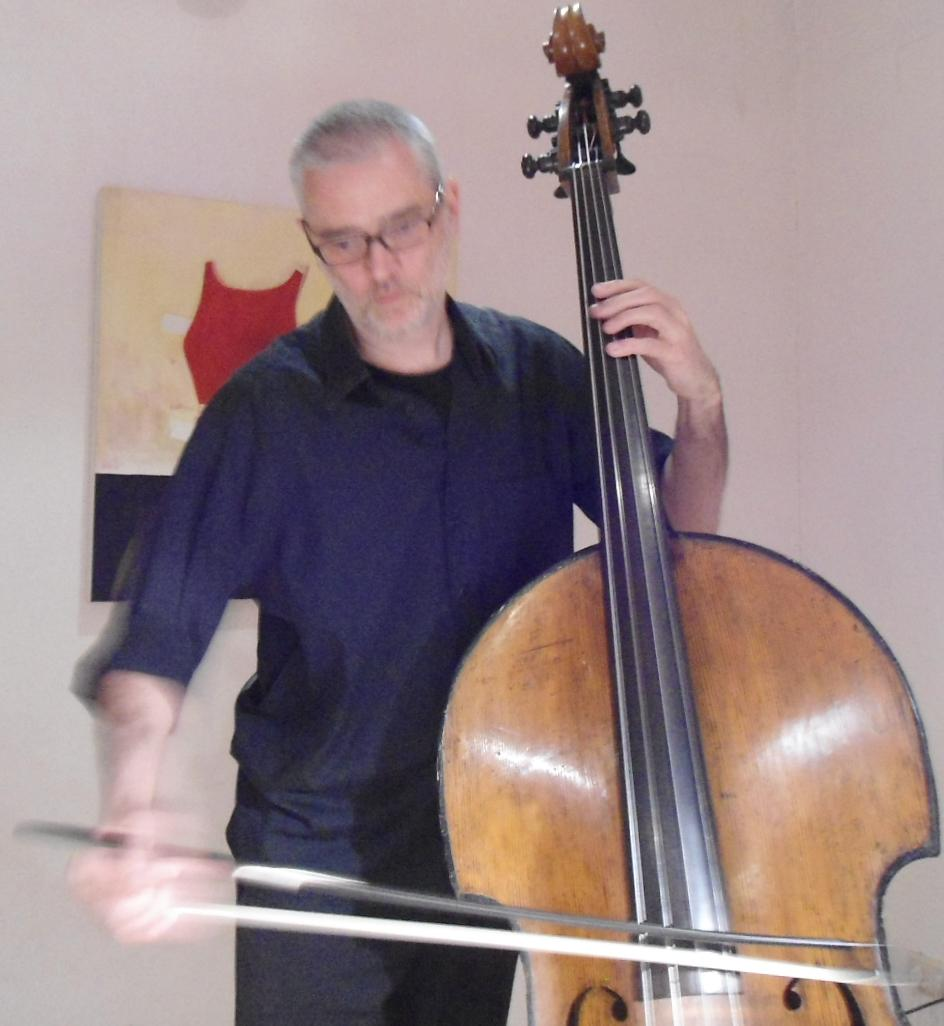
Stefan Scheib (2014)

Stefan Scheib (* 1965 in Völklingen) ist ein deutscher Musiker (Kontrabass, E-Bass), Komponist und Musikpädagoge.

## Wirken
Scheib studierte E-Bass und Kontrabass am Conservatoire de Musique in Luxemburg, daneben erhielt er Privatunterricht u. a. bei Gary Willis oder besuchte Workshops (z. B. mit Mark Dresser, Adelhard Roidinger). Er ist in verschiedenen Ensembles im Bereich Jazz, improvisierter Musik und Neuer Musik tätig und wirkt insbesondere an spartenübergreifenden Projekten mit.
Er arbeitete unter anderem mit Wollie Kaiser, Jochen Krämer, Frank Wingold, Rudi Mahall, Thomas Bracht, Jimi Berlin, Christof Thewes, Elisabeth Flunger, Hartmut Oßwald oder Wolfgang Schliemann. 1997 gründete er zusammen mit Katharina Bihler das Liquid Penguin Ensemble, eine Künstlergruppe für Hörspiele, Musiktheater, Performances und Klanginstallation, in der er als Komponist und Bassist wirkt.
Weitere Ensembles sind u. a. Feinkost Decker (zeitgenössischer Jazz mit Sven Decker, Katrin Scherer und Christoph Hillmann), Hors du Cadre (tiefes Streichtrio mit Julien Blondel und Monika Bagdonaite), Ensemble InZeit (neue Kammermusik und Improvisation).
Scheib erhielt Kompositionsaufträge u. a. von SR Festival Mouvement (2006), Ensemble Ricercare (2008), Quatuor Plus (2011), Opera Mobile (2011) und Radio Tatort (2009–2013).
Scheib unterrichtet als Lehrbeauftragter im Fach E-Bass und Kontrabass an der Hochschule für Musik Saar.

## Diskografie (Auswahl)
- Wollie Kaiser Double: Beyond All Borders (zerozero, 2000)
- Stefan Scheib Quartett: Music for Imaginary Films (zerozero, 2001)
- Thewes/Mahall: Quartetto Pazzo (JazzHausMusik, 2003)
- Feinkost Decker (Green Deer Music, 2007)
- Stefan Scheib: Cartoon Music (Konnex Records, 2008, mit Wollie Kaiser, Frank Wingold, Jochen Krämer)
- Feinkost Decker: Second Crack (Green Deer Music 2013)
- Frank Paul Schubert, Michel Pilz, Stefan Scheib & Klaus Kugel: Live at FreeJazzSaar 2019 (2024)

## Preise & Auszeichnungen
- 2008: Deutscher Hörspielpreis der ARD für Gras wachsen hören mit dem Liquid Penguin Ensemble
- 2008: ARD-Online-Award für Gras wachsen hören mit dem Liquid Penguin Ensemble
- 2009: Hörspiel des Jahres 2009 für Bout du Monde - Ende der Welt mit dem Liquid Penguin Ensemble
- 2010: Kulturpreis des Regionalverbandes Saarbrücken für das Liquid Penguin Ensemble
- 2014: Hörspiel des Jahres für Ickelsamsers Alphabet - Dictionarium der zierlichen Wörter mit dem Liquid Penguin Ensemble
- 2015: Hörspielpreis der Kriegsblinden für Ickelsamsers Alphabet - Dictionarium der zierlichen Wörter mit dem Liquid Penguin Ensemble
- 2024: Günter-Eich-Preis (zusammen mit Katharina Bihler)